# Crotalaria cuspidata
Espèce
Synonymes
- Crotalaria densiflora De Wild.[1]
- Crotalaria mongaensis Baker f.[1]
- Crotalaria prolongata "sensu Torre, p.p."[1]
- Crotalaria seretii De Wild.[1]

Crotalaria cuspidata est une espèce de plantes à fleurs de la famille des Fabaceae et du genre Crotalaria, présente en Afrique tropicale.

## Description
C'est une herbe annuelle érigée, peu ramifiée, atteignant entre 0,5 et 1,3 m de hauteur.

## Distribution
L'espèce est présente sur deux zones disjointes : Bénin, Nigeria, République centrafricaine et nord de la république démocratique du Congo d'une part, et d'autre part plus au sud, de l'Angola à la Tanzanie.

## Habitat
On l'observe dans la savane, de préférence dans les endroits humides.